# Profusion
Profusion (Профюжен) — итальянская прогрессив-рок-группа из Сиены, основанная в 2002 году. Их музыка распространяется лейблом Progressive Promotion Records.

## История

### Основание группы и демо-альбом (2001—2002)
В 2001 грузин по происхождению Владимир Сичинава (ударные), Джонатан Карадонна (клавишные) и Марко Пьери (бас) основали Mardi Gras Experience. Трио находилось под влиянием американского прогрессивного рока 90-х годов. Спустя год группа была переименована в Profusion. В скором времени участниками группы также стали гитарист Альберто Риджи и вокалист Алессандро Буццо. Осенью 2002 года, сразу же после появления Буццо в группе, Profusion начали работу над демо-альбомом «Una Sera A Samperbuio», запись которого была закончена в декабре того же года.

### Начало концертной деятельности иOne Piece Puzzle(2003—2006)
Вскоре после завершения работы над демозаписью группа приступила к сочинению нового материала, представляющего собой более сложные музыкальные композиции, чем представленные на альбоме Una Sera A Samperbuio. В это время Profusion начали выступать с концертами и получили известность в Val D’Elsa, где группа продолжает свою деятельность и по сей день. В 2003 году состав группы пополнился Фабиано Бьяджини (флейта), и звучание группы стало развиваться в направлении прогрессивного рока 70-х годов. В июле 2004 Profusion засели в студии, чтобы записать свой первый полноценный альбом. В итоге, One Piece Puzzle был окончательно записан и выпущен в 2006.

### Изменения в составе группы и продолжение концертной деятельности (2007—2010)

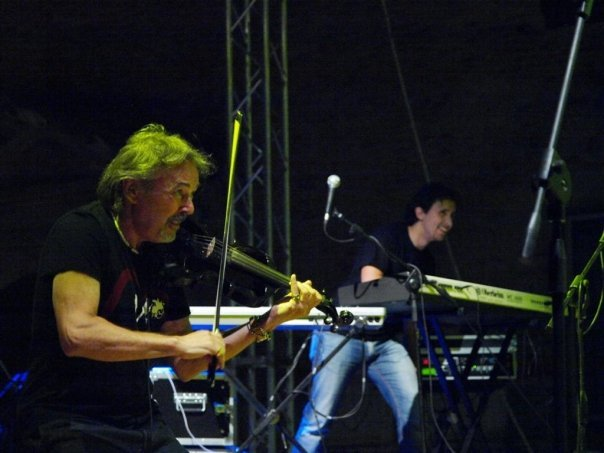
Мауро Пагани и Джонатан Карадонна, Фестиваль Citta Aromatica 2009

Из-за накопившегося стресса в связи с затянувшимися сессиями записи «One Piece Puzzle» и сопутствующими трудностями Марко Пьери и Фабиано Бьяджини были вынуждены покинуть состав группы. После их ухода Profusion оказались на грани распада. К счастью, появление Луки Камби (бас) и Сары Пьяниджани (флейта, вокал), которые уже сотрудничали с группой на One Piece Puzzle, в качестве постоянных участников Profusion, стало для группы новым стимулом для следующего этапа музыкального развития, что в конечном итоге привело к началу записи нового альбома. В то же время Profusion возобновили концертную деятельность по Италии. Значительными событиями стали участие группы в 2008 году в «Trimis International Festival», на котором Profusion заняли 23 место среди 384 групп со всей Европы; «MostRock Festival» в Сиене, где 21 июня 2009 г. группа выступила на одной сцене с прогрессив-металл командами DGM и Vision Divine; и появление на девятом фестивале «La Citta Aromatica», посвященном легенде итальянского прогрессивного рока — Деметрио Стратосу. Там Profusion выступили с Мауро Пагани (известным как скрипач оригинального состава Premiata Forneria Marconi и сотрудничавшим с Фабрицио де Андре, в числе прочих). В начале 2010 года группа выигрывает местный рок-конкурс «Megarock». Фабиано Бьяджини принимает участие в некоторых концертах группы в качестве сессионного музыканта. В 2009, Сара Пьяниджани покинула группу и переехала в Великобританию. Её место заняла Ирене Конфорти (вокал). Вскоре Альберто Риджи пришлось уехать в Мексику по личным обстоятельствам, вместо него в группу пришёл Томас Лагуцци.

### Запись и релизRewoToweR(2010—2012)
В июне 2010 группа приступает к записи второго альбома RewoTower. В процессе записи Буццо и Конфорти были заменены Лукой Латини, вокалистом, ранее работавшим в стиле поп/соул. В записи нового альбома приняли участие иностранные музыканты такие, как Саймон Хосфорд (Tommy Emmanuel Band, Virgil Donati’s On the Virg), итальянская джазовая певица Титта Нести и грузинская джазовая певица Майя Бараташвили. Осенью 2011 группа подписала контракт с американским рекорд-лейблом ProgRock Records. Альбом RewoToweR был выпущен в начале 2012 года.

### Запись и релизPhersu(2012—2015)
22 сентября увидел свет третий альбом группы под названием Phersu, в записи которой принимали участие приглашенные музыканты: известная оперная певица меццо-сопрано Анита Рачвелишвили, член грузинско — немецкого джазового трио «The Shin» Мамука Гаганидзе. В 2015 Profusion была участником фестиваля Progressive Promotion Festival наряду с группами Mystery, Vanden Plas в Германии, а также состоявшегося во Франции фестиваля Crescendo Festival, где выступала уже в новом составе. Вместо покинувших группу Луку Камби — бас и Томаса Лагуцци — гитара, в состав Profusion входят Давиде Пепи и Юри Маччанти.

## Состав группы
- Владимир Сичинава — ударные
- Джонатан Карадонна — клавишные, фортепьяно
- Юри Маччанти — бас
- Давиде Пепи — гитары
- Лука Латини — вокал

### Бывшие участники
- Марко Пьери (2002—2006)
- Фабиано Бьяджини (2003—2006)
- Алессандро Буццо (2002—2011)
- Альберто Риджи (2002—2009)
- Сара Пьяниджани (2007—2009)
- Ирене Конфорти (2009—2011)

## Дискография
- Una sera a Samperbuio (демо) (2003)
- One Piece Puzzle (2006)
- RewoToweR (2012)
- Phersu (2015)